# Homecoming Queen?
Homecoming Queen? è un singolo della cantante statunitense Kelsea Ballerini, pubblicato il 6 settembre 2019 come primo estratto dal terzo album in studio Kelsea.

## Video musicale
Il videoclip ufficiale della canzone è stato pubblicato in concomitanza con l'uscita del singolo.

## Classifiche
| Classifica (2019) | Posizione massima |
| ----------------- | ----------------- |
| Stati Uniti       | 65                |